# Félix Kysyl
Félix Kysyl est un acteur français.
Il est révélé au grand public en 2024 avec le film Miséricorde, d'Alain Guiraudie.

## Biographie
Né dans une famille d'acteurs, sa mère est l'actrice Anne Loiret, Félix Kysyl intègre la classe libre des Cours Florent puis le Conservatoire national d’art dramatique.

## Filmographie

### Cinéma

#### Longs métrages
- 2016 : Chocolat de Roschdy Zem : Vendeur à la criée
- 2017 : L'Amant d'un jour de Philippe Garrel : Stéphane
- 2017 : Le Redoutable de Michel Hazanavicius : Jean-Pierre Gorin
- 2020 : Des hommes de Lucas Belvaux : Février
- 2022 : La Tour de Guillaume Nicloux : le premier homme de l'ultimatum
- 2023 : Le Consentement de Vanessa Filho : Enquêteur de la Brigade des mineurs
- 2024 : Miséricorde d'Alain Guiraudie : Jérémie Pastore
- 2025 : Des preuves d'amour d'Alice Douard : Yann
- 2025 : Qui brille au combat de Joséphine Japy : Thomas
- 2026 : De Gaulle partie 1 : La France Libre d'Antonin Baudry : Jean Moulin

#### Courts métrages
- 2013 : Marcel d'Emmanuel Kodjo
- 2014 : Square de Christophe Loizillonjoséphi
- 2015 : Samedi soir de Stéphanie Murat : Steeve
- 2015 : Les Chercheurs d'Aurélien Peilloux : Paul
- 2016 : Mars de Cosme Castro et Jeanne Frenkel
- 2017 : Everything that Happened, Happened Before de Mara Palena
- 2017 : Coulisses d'une utopie de Céleste Rogosin
- 2018 : Matador de Matthias Jenny : Léo
- 2018 : Entr'opie de Jackie Pall Theater Group
- 2019 : Chat noir de Joanna Cognard : Pierre
- 2020 : Anna Vernor II d'Eduardo Carretié : Paul Vernor
- 2020 : Un frère d'Olivier Bonnaud : Charlie
- 2020 : L'Âge tendre de Julien Gaspar-Oliveri : Gabi
- 2022 : Tandis que les feux d'Antoine Cuevas : Jonas
- 2025 : Ceci n'est pas un kit de survie d'Hélène Fabre

### Télévision

#### Téléfilms
- 2014 : Le Premier été de Marion Sarraut : François
- 2020 : Meurtres à Cognac d'Adeline Darraux : Alexandre
- 2022 : Mémoire trouble de Denis Malleval : Thomas Sentier
- 2023 : Meurtres dans le Cantal de Sandrine Cohen : Anthony Privat

#### Séries télévisées
- 2012 :  Le Jour où tout a basculé (2 épisodes) : Sylvain / Samuel
- 2013 : R.I.S. Police scientifique, saison 8, épisode 8 Nature morte : Stéphane Lagarde
- 2014 : Ainsi soient-ils, saison 2, épisodes 7 et 8 : Jérémy
- 2015 : Nina, épisode 7 Solitudes : Louis
- 2015 : Malaterra (mini-série) : Gaël
- 2015 : La Famille Millevoies, épisode Fred, futur maçon (mini-série) : Fred
- 2019 : Alice Nevers, Le Juge est une femme, saison 15, épisode 3 Enfant 3.0 : Maxime Desmoulin
- 2022 : L'Île prisonnière d'Elsa Bennett et Hippolyte Dard (mini-série) : no 15 Omicron
- 2024 : La Fièvre, épisodes 1, 3 et 5 : Thomas

## Distinctions

### Nominations
- César 2025 : Meilleure révélation masculine pour Miséricorde
- Lumières 2025 : Meilleure révélation masculine pour Miséricorde